# 奇斯曼島

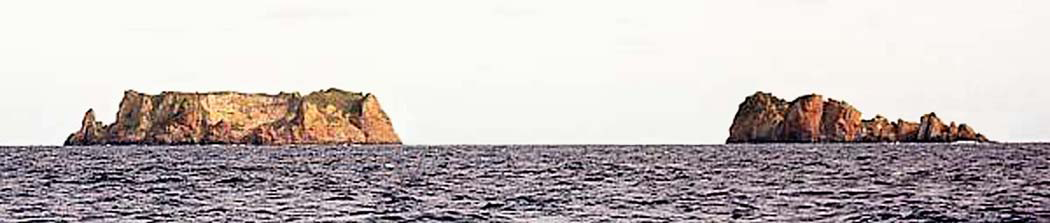

奇斯曼島（英語：Cheeseman Island）是新西蘭的火山島，位於麥考利島以南20公里的太平洋西南部海域，屬於克馬得群島的一部分，長0.68公里、寬0.43公里，面積0.2平方公里，最高點海拔高度130米，島上無人居住。

## 外部連結
- Kermadec Marine Reserve (New Zealand Department of Conservation)（页面存档备份，存于）

30°32′12″S 178°34′05″W / 30.53667°S 178.56806°W